# Clara Bow
Clara Gordon Bow (/ˈboʊ/; 29, tháng 7 năm 1905 – 27, tháng 9 năm 1965) là một diễn viên người Mỹ nổi lên thành sao trong phim câm vào thập niên 1920 và thành khi chuyển sang "phim nói" sau năm 1927. Vai diễn cô bán hàng dũng cảm trong phim It đã đem đến danh tiếng toàn cầu cho bà và biệt danh "The It Girl". Bow đến để làm hiện thân cho Roaring Twenties và được mô tả là biểu tượng sex hàng đầu của phim.
Bà đã đóng 46 phim câm và 11 phim nói, bao gồm những phim lớn như Mantrap (1926), It (1927) và Wings (1927). Bà được mệnh danh sức hấp dẫn phòng vé đầu tiên năm 1928 - 1929 và sức hấp dẫn phòng vé thứ hai năm 1927 - 1930. Sự hiện diện của bà trong một phim điện ảnh được cho đảm bảo cho nhà đầu tư, với lợi thế gần như hai cho một, một sự "trở lại an toàn". Ở thời đỉnh cao, bà đã nhận được hơn 45.000 thư từ fan hâm mộ trong một tháng (tháng 1 năm 1929).
Sau khi kết hôn với diễn viên Rex Bell năm 1931, Bow nghỉ hưu diễn xuất và trở thành chủ nông trại ở Nevada. Bộ phim cuối cùng của cô, Hoop-La, được phát hành vào năm 1933. Tháng 9 năm 1965, Bow qua đời vì một cơn đau tim ở tuổi 60.